# Svenska kyrkans nationella ungdomskör
Svenska kyrkans nationella ungdomskör är en blandad kör vars medlemmar är 16–26 år Kören startades 2006 av Birgitta Rosenquist-Brorson som också ledde kören fram till 2019. Nationella Ungdomskören (förkortat NUK) skapades som ett projekt att stärka klassisk ungdomskörsverksamhet i Sverige. År 2006–2008 var Johan Hammarström dirigent för kören.  Från och med januari 2019 är Lovisa ledare för kören.
I september 2008 uruppförde kören Thomas Jennefelts och Niklas Rådströms verk Av någon sedd i samband med Nordiska kyrkomusiksymposiet i Stavanger.